# テンポラリー・セクレタリー
「テンポラリー・セクレタリー」（Temporary Secretary）は、ポール・マッカートニーの楽曲である。1980年に発売されたアルバム『マッカートニーII』に収録された。リスナーや評論家からの評価は高く、2013年に『ローリング・ストーン』誌が選ぶマッカートニーの史上最高の楽曲のリストで第36位、2014年に『ニュー・ミュージカル・エクスプレス』誌が選ぶ「史上最高の曲500」で第167位にランクインした。
イギリスでは、1980年9月15日に2万5000枚限定の12インチシングル盤としても発売されており、B面には「シークレット・フレンド」が収録された。

## 歌詞・曲の構成
「テンポラリー・セクレタリー」の歌詞は、ビートルズ時代にマッカートニーが書いた「ペイパーバック・ライター」のように手紙の体裁をとっており、秘書派遣会社のアルフレッド・マークスに対して「臨時の」秘書を求めるという内容になっている。もともとはマッカートニーが使用していたシンセサイザーにプリインストールされていたリフを元に曲に仕上げていったもので、歌詞はあるフェミニストが書いたマッカートニーを批判する記事に対するジョークとして書かれたもの。マッカートニーは、わずかにイアン・デューリーからの影響を受けたと説明している。
本作のキーはD♭メジャーで、「ヴァース-コーラス-ブリッジ」の3つのセクションで構成され、すべてのセクションに半音階のハーモニーが加えられている。コーラスでは、「F♯-D-F-F」のモチーフに合わせて「Temporary secretary」と歌われ、伴奏にはDとD♭の2つのコードが使用されている。

## リリース・評価
1980年5月16日にパーロフォンからアルバム『マッカートニーII』が発売され、「テンポラリー・セクレタリー」は「カミング・アップ」と「オン・ザ・ウェイ」の間の2曲目に収録された。イギリスでは、1980年9月15日に2万5000枚限定の12インチシングル盤としても発売されており、B面には「シークレット・フレンド」が収録された。
作家のテッド・モントゴメリーは、「テンポラリー・セクレタリー」について「マッカートニーの最も奇妙な曲の1つと位置づけられていて、不気味な雰囲気ととてもキャッチーなグルーヴが加えられた偽物のエレクトロ・ポップ」と評している。音楽評論家のスティーヴン・トマス・アールワインは、アルバム『マッカートニーII』について「ごちゃごちゃしていて無茶苦茶」と評し、とくに本作について「マッカートニーがゴボゴボ鳴るシンセサイザーにのせて、自意識過剰に無調なメロディーでばかげた歌詞を吐き出している」と述べている。2013年に『ローリング・ストーン』誌が選ぶマッカートニーの史上最高の楽曲のリストで第36位にランクインし、同誌は「カルト的な人気」のある「少し不気味に聞こえる派遣社員を雇おうとする男について歌った妙にキャッチーなエレクトロ・ポップ・チューン」と評した。翌年に『ニュー・ミュージカル・エクスプレス』誌が選ぶ「史上最高の曲500」で第167位にランクインした。

## ライブでの演奏
「テンポラリー・セクレタリー」は、2015年5月23日のO2アリーナ公演でライブ初披露となった。以来、2016年まで行なわれた「Out There」ツアーで演奏された。

## シングル収録曲
| 全作詞・作曲: ポール・マッカートニー。 |                                                     |                        |                        |       |
| #                                      | タイトル                                            | 作詞                   | 作曲・編曲             | 時間  |
| 1.                                     | 「テンポラリー・セクレタリー」(Temporary Secretary) | ポール・マッカートニー | ポール・マッカートニー | 3:13  |
| 2.                                     | 「シークレット・フレンド」(Secret Friend)           | ポール・マッカートニー | ポール・マッカートニー | 10:30 |
| 合計時間:                              | 合計時間:                                           | 13:43                  |                        |       |

## カバー・バージョン
2015年にダークスターがヘイデン・ソープをボーカルに迎えてカバー。